# 佐藤全弘
佐藤 全弘（さとう まさひろ、1931年2月15日 - ）は、日本の宗教学者、大阪市立大学名誉教授。近代日本のキリスト教、特に新渡戸稲造を研究した。

## 来歴
大阪生まれ。大阪市立大学文学部卒。同大学院博士課程満期退学。同助教授、教授、1993年定年退官、名誉教授、関西外国語大学教授。キリスト教愛真高等学校理事長。なにわ聖書研究会主宰。2009年新渡戸・南原賞受賞。

## 著書
- 『藤井武研究』キリスト教図書出版社 1979年
- 『新渡戸稲造 生涯と思想』キリスト教図書出版社 1980年
- 『新渡戸稲造の信仰と理想』教文館 1985年
- 『現代に生きる新渡戸稲造』教文館 1988年
- 『カント歴史哲学の研究』晃洋書房 1990年
- 『希望のありか 内村鑑三と現代』教文館 1991年
- 『新渡戸稲造の世界 人と思想と働き』教文館 1998年
- 『日本のこころと『武士道』』教文館 2001年
- 『クリスマス講話 マリア・ヨセフ・おさなご・老人』教文館 2001年
- 『開いた心をもとめて 新渡戸稲造とキリスト教世界 稲造研究の新境地を拓く ニトベ・フレンズセミナー二〇〇五』新渡戸基金 2006年
- 『聖書は性についてどう教えるか 「雅歌」に学ぶ』教文館 2006年
- 『新渡戸稲造の精神 いま世界と日本を憂う』教文館 2008年
- 『夕陽丘随想録』新風書房 2011年
- 『新渡戸稲造に学ぶ With Charity for All』教文館 2012
- 『新渡戸稲造と歩んだ道』教文館 2016

### 共編著
- 『現代への問い 自然・人間・歴史』池田隆正,青木隆嘉共著 理想社 1974年
- 『新渡戸稲造事典』藤井茂共著 教文館 2013

### 翻訳
- カント『人倫の形而上学<徳論>』森口美都男共訳『世界の名著 32』中央公論社 1972年
- 創造的人間 宗教・価値・至高・経験 A.H.マスロー 佐藤三郎共訳 誠信書房 1972年
- イギリス精神の源流 モラリストの系譜 バジル・ウィリー 樋口欣三共訳 創元社 1980年5月
- 新渡戸稲造全集 第17-23巻 教文館 1985年-1987年
- 聖書翻訳者の成功と挫折 J.B.フィリップス自伝 教文館 1989年6月
- 新渡戸稲造『武士道』教文館 2000年

## 参考
- 佐藤全弘教授略歴・著作目録 (佐藤全弘教授退任記念号) 人文研究（大阪市立大学）1993年